# 브워지미에시 루반스키
브워지미에시 루반스키(폴란드어: Włodzimierz Leonard Lubański, 1947년 2월 28일 ~ )는 은퇴한 폴란드의 축구 선수로, 포지션은 공격수였으며 1972년 하계 올림픽 축구 금메달리스트 가운데 한 사람이었다. 폴란드 축구 역사상 최고의 공격수로 여겨진다.
1963년 구르니크 자브제에서 데뷔해 선수 생활의 대부분을 구르니크 자브제에서 보냈다. KSC 로케런과 발랑시엔 FC, 스타드 캥페르, 라싱 메헬런에서 뛴 후 은퇴하였다.
그는 폴란드 축구 국가대표팀의 일원으로서 활약하기도 했는데, 75경기에 나와 48골을 넣었다. 16살 188일이 되던 날 A매치 데뷔전을 가져, 폴란드에서 가장 어린 나이에 데뷔한 선수가 되었다. 1969년 룩셈부르크전에서 5골을 넣었고, 통산 5번의 A매치 해트트릭을 기록하였다. 또한 1972년 하계 올림픽에서 금메달을 획득하였다.
루반스키는 1974년 FIFA 월드컵 예선 잉글랜드전에서 십자 인대 부상을 당해 1974년 FIFA 월드컵에 출전하지 못하였고, 2년 동안 재활 치료를 받아야 했다. 루반스키는 1978년 FIFA 월드컵에 출전했으나, 한 골도 넣지 못하고 팀은 조별 예선전에서 탈락하였다.
2003년 11월 폴란드 축구 협회로부터 UEFA 주빌리 어워드를 수상하였다.